# Peter Vogt (Staatsanwalt)
Peter Vogt (* 1957 im Sauerland) ist ein deutscher Staatsanwalt.

## Leben
Der im Sauerland geborene Vogt studierte in Bonn und arbeitete später bei der Staatsanwaltschaft Halberstadt, der Generalstaatsanwaltschaft in Naumburg und dann in Berlin, wo er unter anderem Mauerschützen anklagte.
Seit 1998 war Vogt bei der Zentralstelle zur Bekämpfung von Kinderpornografie in Sachsen-Anhalt tätig. Ab 1999 leitete er als Oberstaatsanwalt die Behörde und war in dieser Funktion maßgeblich an der Durchführung mehrerer großer Verfahren gegen Kinderporno-Ringe beteiligt, bei denen national und international zehntausende von Verdächtigen ermittelt und hunderte von Strafverfahren eingeleitet wurden und bei denen in Deutschland neuartige Ermittlungsstrategien eingesetzt wurden. Besonders bekannt wurden die Operation Marcy im Jahr 2003. Die Operationen gilt als Meilenstein im Kampf gegen Kinderpornografie, Vogt selbst galt seitdem als „Starermittler“ und einer der profiliertesten Fahnder Deutschlands. 2005 verlieh ihm der Bund Deutscher Kriminalbeamter für seine Verdienste die Auszeichnung Bul le Mérite.
Umstritten waren Vogts Maßnahmen im Zuge der Operation Mikado 2006, während der in einer bis dahin einmaligen Kooperation von 14 Banken Daten von mehr als 20 Millionen Kreditkarten überprüft wurden. Es konnten 322 Verdächtige ermittelt werden, darunter etwa 10 % Wiederholungstäter. Das Bundesverfassungsgericht wies eine Beschwerde gegen die Maßnahme mangels Erfolgsaussichten ab, da die Verhältnismäßigkeit gewahrt worden sei.
Im Juni 2007 leitete Vogt als erster Staatsanwalt ein Verfahren wegen Kindesmissbrauchs aufgrund von Vorgängen in der virtuellen Welt von Second Life ein. Die von ihm im selben Jahr mit initiierte Operation Himmel, die sich auf 70 Staaten erstreckte und in Deutschland mehr als 12.000 Verdächtige ermittelte wurde von Seiten von Ermittler teilweise als Misserfolg eingeschätzt.
Vogt selbst beklagte bereits 2007 das Fehlen nachhaltiger Verfahrenserfolge:

„Kinderpornografie im Internet ist wie eine Hydra. Schlägt man ihr einen Kopf ab, wachsen zwei neue nach. Wir haben den Kampf gegen die Kinderpornografie verloren.“

Im September 2009 kündigte Vogt seinen Rücktritt als Leiter der Behörde zum Jahr 2010 an und begründete dies mit „unhaltbaren Zuständen“ in den Polizeidirektionen, die zu einem massiven Ermittlungsstau geführt hätten. Wegen Personalmangels in der sachsen-anhaltischen Polizei drohten viele Verfahren gegen Personen, die wegen des Besitzes kinderpornographischen Materials angeklagt werden sollten, wegen Verjährung zu scheitern. Teilweise wurden nach eineinhalb Jahren Datenträger an die Beschuldigten zurückgegeben, ohne dass die ermittelnden Polizeibehörden das Material gesichtet hatten. Innenminister Holger Hövelmann (SPD) kündigte daraufhin eine Umverteilung von Personal- und Sachmitteln zugunsten der Zentralstelle an. Die Zahl der Ermittler und Mitarbeiter in der Auswertungs- und Koordinierungsstelle Kinderpornografie im Landeskriminalamt soll kurzfristig um rund 50 % erweitert werden.